# Moravské železárny
Moravské železárny jsou soukromou strojírensko-metalurgickou společností (dnes UNEX, a.s.) a bývalým soukromým, poté státním podnikem se sídlem v Olomouci, konkrétně v jeho místní části Olomouc-Řepčín.

## Historie
Společnost vznikla v roce 1907 jako slévárna staré litiny. Tu založil jako výrobnu vidlí a vozových náprav o rok dříve František Pospíšil. Do roku 1910 byla v soukromém vlastnictví.
Poté se v roce 1911 stala pod názvem Moravské ocelárny a železárny akciovou společností ve vlastnictví Moravské agrární a průmyslové banky. Podnik vyráběl vlastní odlitky a výrobky, dodával ale také součástky jiným podnikům. Postupně se výroba rozšiřovala o odlitky z ocelolitiny a kujné litiny, v roce 1922 byla zahájena výroba fitinků.
V roce 1946 byl podnik znárodněn a stal se monopolním výrobcem fitinků v Československu. V roce 1994 dochází k transformaci, Moravské železárny a.s. se stávají obchodní (akciovou) společností a získávají certifikát ISO 9002 pro tvárnou litinu (následně v roce 1996 i pro fitinky).

## Současnost
Současným vlastníkem Moravských železáren (resp. budov a vybavení) je od roku 2005 strojírensko-metalurgická společnost z Uničova UNEX a. s. Ta spadá pod brněnského vlastníka Arcada Capital. Název byl v roce 2013 oficiálně změněn na UNEX, a.s. - provozovna Olomouc. Původní název připomínaly autobusové zastávky „Moravské železárny, starý závod“ a „Moravské železárny, nový závod“ (v prosinci 2014 přejmenovány na „Řepčín, Máchova“ a „Řepčín, železárny“). Tyto zastávky k roku 2024 obsluhují linky 10, 12, 18 a 20 olomoucké MHD. Nedaleko se nachází také železniční stanice Olomouc-Řepčín, odkud vede železniční vlečka přímo do areálu železáren.

## Výroba
Moravské železárny (dnes UNEX, a.s.) jsou tradiční českou zápustkovou kovárnou a slévárnou, která vyrábí zejména malé odlitky z tvárné, šedé, temperované a bílé litiny a zápustkové výkovky. Tyto výrobky jsou určeny převážně pro automobilový průmysl, případně k výrobě kompresorů či vzduchotechnických zařízení.

## Havárie
V roce 2013 došlo k velké havárii, kdy z pece v druhém patře podniku vytekly tuny žhavého železa do prvního patra a poškodily tak pásový dopravník a odlitky. Škoda sahala do výše několika milionů korun.